# Prądy (Opole)
Pour les articles homonymes, voir Prądy.
Prądy est une localité polonaise du gmina de Dąbrowa dans la voïvodie et le powiat d'Opole.

## Histoire
De 1743 à 1945, Brande fait partie de l'arrondissement de Falkenberg-en-Haute-Silésie dans le district d'Oppeln au sein de la province de Silésie.